# Hussard (contre-torpilleur)
Pour les articles homonymes, voir Hussard (homonymie).
Le Hussard est l’un des sept contre-torpilleurs de classe Spahi construits pour la marine française dans la première décennie du XXe siècle.

## Conception
La classe Spahi était moitié plus grande que la classe Branlebas précédente pour correspondre à l’augmentation de la taille des destroyers étrangers. Le Hussard avait une longueur entre perpendiculaires de 65,8 mètres, une largeur de 6,6  mètres et un tirant d'eau de 2,4 mètres. Les navires avaient un déplacement de 530 à 550 tonnes à pleine charge. Leur équipage comptait 77 à 79 officiers et hommes du rang.
Le Hussard était propulsé par deux moteurs à vapeur à triple expansion, chacun entraînant un arbre d'hélice à l’aide de la vapeur fournie par quatre chaudières du Temple. Les moteurs ont été conçus pour produire 7500 chevaux (5600 kW) qui devaient donner à la classe Spahi une vitesse de 28 nœuds (52 km/h). Lors de ses essais en mer, le Hussard atteint une vitesse de 29,8 nœuds (55,2 km/h). Les navires transportaient suffisamment de charbon pour leur donner une autonomie de 1000 à 1200 milles marins (1900 à 2200 km) à une vitesse de croisière de 10 nœuds (19 km/h).
L’armement principal des navires de la classe Spahi consistait en six canons de 65 millimètres modèle 1902 en affûts simples, un à l’avant et un à l’arrière des superstructures, les autres étaient répartis au milieu du navire. Ils étaient également équipés de trois tubes lance-torpilles de 450 millimètres. L’un d’eux était dans un affût fixe à l’avant et les deux autres étaient sur des affûts rotatifs simples au milieu du navire.

## Carrière
Le Hussard a été commandé aux Ateliers et chantiers de la Loire et a été lancé sur leur chantier naval de Nantes le 12 septembre 1908. Il a été achevé en septembre 1911. Lorsque la Première Guerre mondiale éclate en août 1914, le Hussard est affecté à la 4e escadrille de torpilleurs de la 1ère armée navale.
Au cours des phases préliminaires de la bataille d'Antivari le 16 août, les 1ère, 4e et 5e flottilles de contre-torpilleurs sont chargées d’escorter le gros de la 1ère armée navale tandis que les 2e, 3e et 6e flottilles escortent les croiseurs cuirassés de la 2e escadre légère et deux croiseurs britanniques. Après avoir réuni les deux groupes et repéré le croiseur protégé austro-hongrois SMS Zenta et le destroyer SMS Ulan, les contre-torpilleurs français ne jouèrent aucun rôle dans le naufrage du croiseur, bien que la 4e flottille ait été envoyée à la poursuite infructueuse du Ulan. Après avoir brisé le blocus austro-hongrois d’Antivari (aujourd’hui connu sous le nom de Bar), le vice-amiral Augustin Boué de Lapeyrère, commandant de la 1ère armée navale, décida de transporter des troupes et des fournitures jusqu’au port, escorté par la 2e escadrille légère et les 1re et 6e flottilles de destroyers pendant que le reste de la 1ère armée navale bombardait le 1er septembre la base navale austro-hongroise de Cattaro, au Monténégro. Quatre jours plus tard, la flotte assure l’évacuation de Danilo, prince héritier du Monténégro, vers l’île grecque de Corfou. La 2e flottille bombarde le phare de Stončica sur l’île de Lissa le 19 septembre. La flottille escorte plusieurs petits convois chargés de fournitures et d’équipements jusqu’à Antivari, à partir d’octobre et jusqu’à la fin de l’année, toujours couverts par les plus grands navires de l’armée navale dans des tentatives futiles d’attirer la flotte austro-hongroise dans la bataille.